# Saint-Gelais
Saint-Gelais település Franciaországban, Deux-Sèvres megyében. Lakosainak száma 2217 fő (2022. január 1.). Saint-Gelais Chauray, Cherveux, Échiré, François és Niort községekkel határos.

## Népesség
A település népessége az elmúlt években az alábbi módon változott:
| Lakosok száma | 1920 | 2041 | 2130 | 2091 | 2116 | 2136 | 2150 | 2183 | 2217 |
|               | 2013 | 2015 | 2016 | 2017 | 2018 | 2019 | 2020 | 2021 | 2022 |